# Ophioglossum brevipes
Ophioglossum brevipes là một loài dương xỉ trong họ Ophioglossaceae. Loài này được Bedd. mô tả khoa học đầu tiên năm 1863.
Danh pháp khoa học của loài này chưa được làm sáng tỏ. 